# Safari (веб-прегледач)
Сафари је веб-прегледач кога развија Епл. Користи Веб-кит за визуализацију и обраду веб-сајтова. Објављен је средином 2003, а Епл га је крајем године прединсталирао у верзији 10.3 система Mac OS X. Доступна је и мобилна верзија која се први пут појавила 2007. на Ајфону. Предодређени је веб-прегледач на свим Епловим уређајима. Верзија за Windows била је доступна од 2007. до 2012.

## Историја и развој
Све до 1997. Макинтош рачунари имали су прединсталиране прегледаче Нетскејп навигатор и Сајбердог. У верзији 8.1 оперативног система Mac OS, додан је Интернет експлорер за Мак кога је Епл поставио за предодређеног веб-прегледача у склопу петогодишњег споразума с Мајкрософтом. Мајкрософт је за то вријеме објавио три веће верзије Интернет експлорера за Мак које је Епл прединсталирао у верзијама 8 и 9 система Mac OS. Иако је тај прегледач био предодређен, Епл је и даље прединсталирао Нетскејп навигатор као алтернативу Мајкрософтовом веб-прегледачу. Мајкрософт је на крају објавио и верзију за Mac OS X која је била прединсталирана и постављена као предодређени веб-прегледач од 4. издања за програмере (DP4) верзије 10.0 (кодног имена „”) па све до верзије 10.3 (кодног имена „Panther”).

## Системски захтјеви
Сафари 6.0 захтијева Макинтош рачунар с оперативним системом Mac OS X Lion (v10.7.4). Сафари 5.1.7 захтијева Мак рачунар са системом Mac OS X Snow Leopard (v10.6.8) или било који други рачунар који има инсталиран Windows XP (са сервисним пакетом 2 или новијим), Windows висту или Windows 7. Сафари 5.0.6 захтијева Мак рачунар с оперативним системом Mac OS X Leopard (v10.5.8).

### 64-битна верзија
Верзија Сафарија која је прединсталирана на оперативном систему Mac OS X Snow Leopard (и на новијим верзијама) компилирана је за 64-битну архитектуру. Епл наводи да покретање Сафарија у 64-битном режиму може убрзати обраду и визуализацију веб-садржаја до 50%.
На 64-битним Ајфонима, iOS и све његове задане апликације (самим тиме и Сафари) покрећу се у 64-битном режиму.